# Студениківська сільська рада
| Студеницька сільська рада — колишній орган місцевого самоврядування у Переяслав-Хмельницькому районі Київської області з адміністративним центром у с. Студеники. Сільській раді підпорядковані населені пункти: - с. Студеники |

## Склад ради
Рада складається з 16 депутатів та голови.

### Керівний склад ради
| ПІБ                     | Основні відомості                                                    | Дата обрання | Дата звільнення |
| ----------------------- | -------------------------------------------------------------------- | ------------ | --------------- |
| Гудзь Микола Михайлович | Сільський голова, 1964 року народження, освіта, член народної партії | 26.03.2006   | 31.10.2010      |
| Гудзь Микола Михайлович | Сільський голова, 1964 року народження, освіта вища, безпартійний    | 31.10.2010   |                 |

Примітка: таблиця складена за даними джерела